# Atracis termina
Atracis termina är en insektsart som beskrevs av Medler 2000. Atracis termina ingår i släktet Atracis och familjen Flatidae. Inga underarter finns listade i Catalogue of Life.